# کایلا (آلمان)
کایلا (به آلمانی: Keila) یک شهر در آلمان است که در Ranis-Ziegenrück واقع شده‌است. کایلا ۹۵ نفر جمعیت دارد.